# Cathérine Moerkerke
Cathérine Moerkerke (Menen, 10 februari 1977) is een Belgische journaliste en presentatrice die sinds 2004 voor VTM werkt.

## Biografie
Moerkerke startte in februari 2004 als nieuwsanker bij VTM en presenteerde aanvankelijk vooral het toenmalige laatavondnieuws. Tijdens de bevallingsrust van Birgit Van Mol presenteerde Moerkerke voor het eerst ook de hoofduitzendingen van 19:00 uur. Ze nam midden 2006 ook de presentatie van Telefacts over, nadat Dany Verstraeten hier na meer dan vijftien jaar mee stopte. Na een tweetal jaar stopte Moerkerke hiermee, maar vanaf de zomer 2011 nam ze de job weer over. In augustus 2013 stopte Moerkerke als anker bij VTM Nieuws om voltijds aan de slag te gaan als presentatrice en reportagemaakster bij Telefacts. In april 2015 presenteerde ze uitzonderlijk weer enkele nieuwsuitzendingen om de toen vroegtijdige bevalling van anker Elke Pattyn op te vangen. In 2016 maakte ze zelf volledige programma's met eerst Moerkerke en de Mannen en later het magazine CATHéRINE. De jaren nadien volgden Moerkerke en de Vrouwen en Succesrijk! Topondernemers in Vlaanderen. In oktober 2019 ging ze opnieuw aan de slag als nieuwsanker.

## Sterren op de Dansvloer
In 2007 nam Moerkerke tijdens haar zwangerschap deel aan het televisieprogramma Sterren op de Dansvloer, waarin ze het samen met haar danspartner Pascal Maassen uiteindelijk tot de finale schopte.

## Televisie

### Presentatrice
- VTM Nieuws (2004-2013, 2015, 2019-heden)
- Telefacts (2006-2008, 2011-2016)
- Telefacts zomer (2006, 2011, 2014-2015)
- Telefacts laat (2013-2015)
- Moerkerke en de mannen (2016)
- Moerkerke en de vrouwen (2017)
- Succesrijk! Topondernemers in Vlaanderen (2018)
- CATHéRINE (2020)

### Zichzelf
- 30 jaar VTM (2019)
- Wauters vs Waes (2014)
- Aspe (2012)
- Het sterke geslacht (2010)
- Mag ik u kussen? (2010)
- Sterren op de Dansvloer (2007)

## Privé
- MusicBrainz: 68edb377-e08b-4e35-a2c2-9d4c063a14ef

Moerkerke is moeder van een dochter (2007) en zoon (2012).